# さっぽろ自由学校「遊」
さっぽろ自由学校「遊」（さっぽろじゆうがっこうゆう）は、人権問題や環境問題そして世界中の人との交流に関して、北海道札幌市を本拠地として活動している特定非営利活動法人の名称であり、またその活動の場の名称である。

## 概要
共同代表は宮内泰介（北海道大学教授）、徳武篤子、林炳澤。花崎皋平も発足時から2005年まで共同代表に名を連ねていた。「さっぽろ自由学校『遊』」ということで、学校としての活動、連続講座やワークショップの開催が、主な活動である。人権、平和、環境、開発、文化などの課題をテーマとした様々な講座を開講している。英語や中国語、ハングルの講座も用意されている。食事するような交流会もある。2013年度には、「iPhone ・ iPad 実践集中講座」が開催される。
また、アイヌ民族の文化にふれたり、自然問題や開発について学習するため、北海道ツアーを実施している。沖縄へのスタディーツアーも実施してきた。ソロモン諸島やカンボジア、韓国、台湾へのツアーも実施してきた。
出版活動も行い、「自由学校『遊』ブックレット」というリーフレットを出している。
日本国内ばかりでなく、実際にそこの国に行き、海外の団体との交流も含めて、調査提言活動も行っている。

## 所在地
- 住所

札幌市中央区南1条西5丁目　愛生舘ビル207
- アクセス

札幌市営地下鉄大通駅

## 沿革
- 1989年、ピープルズ・プラン21世紀国際民衆行事の一環として北海道で『世界先住民族会議』が、札幌、二風谷、釧路で開催される[2]。
- 1990年、ピープルズ・プラン21世紀北海道実行委員会のメンバー有志らが、さっぽろ自由学校「遊」を設立し、講座を始める[2]。
- 1992年、タイでのピープルズ・プラン21世紀の行事に、参加する[2]。
- 1994年、ラオスへのスタディツアーを開催する[2]。
- 1996年、さっぽろ自由学校「遊」の事務所を開く[2]。ネパールでのピープルズ・プラン21世紀の行事に、参加する[2]。
- 1997年、韓国へのスタディーツアー、ソロモン諸島体験旅行が実施される[2]。
- 2000年、NPO法人さっぽろ自由学校「遊」設立総会が開かれる[2]。カンボジアへのスタディーツアーが実施される[2]。
- 2001年、3月に、NPO法人さっぽろ自由学校「遊」が認証される[2]。事務所および教室を、愛生舘ビル2Fに移転する[2]。

## 刊行物
自由学校「遊」ブックレット
- No.1 フィリピン/コルディリエラの民話 1992年
- No.2 教科書の中のアイヌ民族と朝鮮 1994年
- No.3 東アジアの平和をつくるのは誰か？ 1999年 ISBN 4-901194-11-9
- No.4 アイヌ民族をめぐる法の変遷 2000年 ISBN 4-901194-14-3
- No.5 多文化を生きる 2000年 ISBN 4-901194-13-5
- No.6 ゴミは地球を滅ぼすって、ホント？ 2000年
- No.7 二風谷ダムを問う 2001年 ISBN 4-901194-18-6
- No.8 「どこへ行く？」 2003年 ISBN 4-906640-98-2
- No.9 アイヌ民族、半生を語る 2009年 ISBN 978-4-905756-48-4

関連書籍
- 「心のケア」を再考する 2003年 ISBN 4-7684-3435-5
- 地域に生きるビジネス 2004年

DVD
- もうひとつのツーリズム 先住民族エコツアーの始動 2007年